# SBS TV
SBS TV是韩国SBS对首都圈地区播出的一个电视频道，呼号为HLSQ-DTV。

## 沿革
- 1991年11月30日：汉城放送（即现在的株式会社SBS）的无线电视频道（SBS TV）开始试播，最初只在汉城（首尔的旧称）及其周边地区播出。12月9日上午10:00，频道正式开播，呼号HLSQ-TV。
- 1995年5月14日：汉城的SBS TV与釜山的PSB（即现在的KNN）、大邱的TBC、大田的TJB、光州的KBC组成电视联播网。至2002年完成了全国各地的电视联播网。
- 2000年8月31日：地面数字电视试播开始，第二年10月26日正式开播，呼号HLSQ-DTV，采用高清晰度电视广播，是韩国第一个高清晰度电视频道，也是亚洲第一个地面数字高清电视频道。
- 2011年8月20日：所有节目转换为高清格式播出。
- 2012年10月29日：全天24小时广播开始。
- 2012年12月31日：除对朝鲜宣传的发射站外，模拟电视停播。
- 2017年5月31日：SBS UHD开播。

## 发射频道
- 呼号：HLSQ-DTV
- 虚拟频道号码：6-1
- 付费电视平台：5频道（Olleh TV（朝鲜语：올레 TV）、U+ TV（朝鲜语：U+ TV）、B tv（朝鲜语：B TV）除外）

| 发射地点 | 物理频道 | 发射功率 |
| -------- | -------- | -------- |
| 冠岳山   | CH 16    | 2.5kW    |
| 南山     | CH 44    | 5kW      |
| 坡平     | CH 29    | 90W      |
| 東豆川   | CH 37    | 20W      |
| 龍門山   | CH 29    | 1kW      |
| 桂楊山   | CH 35    | 100W     |
| 仁川     | CH 51    | 90W      |
| 佛光     | CH 29    | 90W      |
| 白蓮     | CH 34    | 90W      |
| 長位     | CH 39    | 90W      |
| 光明     | CH 31    | 20W      |
| 光教山   | CH 31    | 200W     |
| 城南     | CH 29    | 20W      |

## 关连项目
注：该广播频道是由韩国行政安全部，现代capital，公益广告协议会指定的IPTV型广播频道。
- MBC标准FM
- TBS eFM
- MBC TV
- Channel A